# Kurašiki
Kurašiki (japonsko 倉敷市, latinizirano: Kurašiki-ši) je zgodovinsko mesto v zahodni prefekturi Okajama na Japonskem, ki leži ob reki Takahaši na obali Notanjega morja Seto. Od 31. marca 2017 ima mesto ocenjeno 483.576 prebivalcev in gostoto 1400 oseb na km². Skupna površina je 355,63 km².

## Zgodovina
Sodobno mesto Kurašiki je bilo ustanovljeno 1. aprila 1928. Pred tem je bilo mesto spopadov med klanoma Taira in Minamoto v obdobju Heian. Postopoma se je razvilo kot rečno pristanišče. V obdobju Edo je postalo območje pod neposrednim nadzorom šogunata. Za shranjevanje blaga so bila zgrajena značilna skladišča z belimi stenami in črnimi ploščicami. Med obnovo Meidži (obdobje japonske industrijske revolucije) so bile zgrajene tovarne, vključno s predilnico Ohara, ki je še vedno nostalgična turistična atrakcija trgu Ivi.
1. avgusta 2005 sta se mesto Mabi (iz okrožja Kibi) in mesto Funao (iz okrožja Asakuči) združila z okrožjem Kurašiki.

## Geografija
Meje mesta so v južnem osrednjem delu prefekture Okajama, reka Takahaši pa teče skozi srednji zahodni del mesta od severa proti jugu in se izliva v Notranje morje Seto. Večino ravnic zasedajo meliorirana zemljišča in aluvialne ravnice in so razmeroma ravne, razen območja Kodžime. Kamešimajama, Tamašima in Curašima so številna mesta, ki imajo v imenu besedo 'otok', vendar so bila ta območja prvotno dobesedno 'otoki' in so bila povezana z melioracijo, da so ustvarili sedanje meje mesta.
Sanjo Šinkansen, glavna proga Sanjo, hitra cesta Sanjo in nacionalna cesta 2 prečkajo mesto od vzhoda proti zahodu ter proga Hakubi, ki povezuje regijo Sanin, in most Seto-Ōhaši (proga Seto Ohaši, hitra cesta Seto Čuo), ta pa povezuje Šikoku. Kurašiki ima pomemben položaj kot transportno in logistično vozlišče.
Kurašiki ima vlažno subtropsko podnebje (Köppnova podnebna klasifikacija Cfa). Povprečna letna temperatura je 15,8 °C. Povprečna letna količina padavin je 1042,2 mm, pri čemer je september najbolj deževen mesec. Temperature so v povprečju najvišje avgusta, okoli 27,9 °C, najnižje pa januarja, okoli 4,6 °C. Najvišja temperatura, ki so jo kdaj koli izmerili v Kurašikiju, je bila 8. avgusta 1994 37,1 °C; najnižja kdaj koli zabeležena temperatura je bila -8,0 °C 27. februarja 1981.

### Demografija
Po podatkih japonskega popisa je prebivalstvo Kurašikija leta 2020 474.592 ljudi. Kurašiki izvaja popise od leta 1960.

## Znamenitosti
Kurašiki je dom prvega japonskega muzeja zahodne umetnosti, Umetniški muzej Ōhara (大原美術館, Ōhara Bijutsukan). Leta 1930 ga je ustanovil Magosaburō Ōhara in vsebuje slike El Greca, Moneta, Matissa, Gauguina in Renoirja. Zbirka predstavlja tudi lepe primere azijske in sodobne umetnosti. Glavna stavba je zasnovana v slogu neoklasicizma.
Stara trgovska četrt se imenuje zgodovinsko območje Bikan. Vsebuje veliko lepih primerov lesenih skladišč iz 17. stoletja (kura, 倉), pobarvanih v belo s tradicionalnimi črnimi ploščicami, vzdolž kanala, obkroženega z vrbami in napolnjenimi s koi. Območje nima električnih stebrov, da bi bilo bolj podobno videzu obdobja Meidži. Ena od nekdanjih mestnih hiš je bila v Kurašiki Kan, stavbi v evropskem slogu, zgrajeni leta 1917.
Leta 1997 so v bližini postaje Kurašiki odprli tematski park, imenovan Tivoli (po istoimenskem parku v Københavnu). Po desetih letih delovanja so ga leta 2008 zaprli z velikim dolgom.
Veliki most Seto povezuje mesto s Sakaidejem v prefekturi Kagava čez Notranje morje.
Kenzo Tange, dobitnik Pritzkerjeve nagrade za arhitekturo leta 1987, je leta 1960 zasnoval nekdanjo mestno hišo Kurašiki.
- Skladišča iz 19. stoletja v okrožju Bikan v mestu Kurašiki
- Most Seto-Ōhaši, viden iz Šimocui, Kurašiki
- Območje kanala Kurašiki

## Pobratena mesta
Kurašiki je pobraten z:
- Sankt Pölten, Avstrija, od 29. septembra 1957
- Kansas City, Missouri, ZDA, od 28. maja 1972[5][6]
- Christchurch, Nova Zelandija, od 7. marca 1973
- Dženjdžjang, Džjangsu, Kitajska, 18. november 1997